# Qahej-e ‘Olyā
Qahej-e ‘Olyā (persiska: Qahej-e Bālā, قهج بالا, قهج عليا, قهيج بالا) är en ort i Iran.   Den ligger i provinsen Semnan, i den norra delen av landet, 300 km öster om huvudstaden Teheran. Qahej-e ‘Olyā ligger 1 391 meter över havet och antalet invånare är 204.
Terrängen runt Qahej-e ‘Olyā är platt åt sydväst, men åt nordost är den kuperad.Runt Qahej-e ‘Olyā är det mycket glesbefolkat, med 5 invånare per kvadratkilometer. Närmaste större samhälle är Shahrud, 19,6 km sydväst om Qahej-e ‘Olyā. Trakten runt Qahej-e ‘Olyā är ofruktbar med lite eller ingen växtlighet.